# Starbuck-Gletscher
Der Starbuck-Gletscher ist ein 24 km langer Gletscher an der Oskar-II.-Küste des Grahamlands auf der Antarktischen Halbinsel. Er fließt in östlicher Richtung zum Scar Inlet, das er unmittelbar nördlich des Mount Queequeg erreicht.
Kartiert und zum Teil fotografiert wurde er 1947 vom Falkland Islands Dependencies Survey (FIDS). Vollständig fotografisch erfasst wurde er bei der Falkland Islands and Dependencies Aerial Survey Expedition (1955–1956), was dem FIDS zur vollständigen Kartierung im Jahr 1957 diente. Das UK Antarctic Place-Names Committee benannte den Gletscher 1957 nach dem ersten Decksoffizier Starbuck auf dem Walfänger Pequod in Herman Melvilles 1851 veröffentlichtem Roman Moby-Dick.